# Barret Oliver
Barret Oliver (* 24. August 1973 in Los Angeles, Kalifornien; eigentlich Barrett Spencer Oliver) ist ein US-amerikanischer Fotograf und ehemaliger Filmschauspieler.

## Leben
Seine bekannteste Rolle hatte Oliver in Die unendliche Geschichte (1984), wo er die Hauptfigur „Bastian Balthasar Bux“ verkörperte. Weiter erwähnenswert sind die Science-Fiction-Filme D.A.R.Y.L. – der Außergewöhnliche (1985), Cocoon (1985) und Cocoon II – Die Rückkehr (1988) sowie Tim Burtons Kurzfilm Frankenweenie (1984).
An die Erfolge als Kinderdarsteller konnte der erwachsene Oliver nicht anknüpfen. Gemanagt von seiner Mutter Kathy trat er unter anderem noch in den Fernsehserien Knight Rider und Unbekannte Dimensionen (The Twilight Zone) auf, 1989 stand er für die Filmkomödie Luxus, Sex und Lotterleben zum letzten Mal vor der Kamera.
Danach erschien er noch in Werbespots – unter anderem für McDonald’s und Visa Card.
Barret Oliver studierte unter anderem bei Cole Weston und George Tice Fotografie und lehrte ab Februar 2004 selbst in Los Angeles. Seine Arbeiten sind Gegenstand zahlreicher Ausstellungen in Museen.
Am Spielfilm Cold Mountain war er als Standfotograf beteiligt.

## Filmografie
- 1981: Der unglaubliche Hulk (The Incredible Hulk), Fernsehserie
- 1982: The Circle Family (TV-Kurzfilm)
- 1982: Knight Rider (Fernsehserie)
- 1982: Jekyll und Hyde – Die schärfste Verwandlung aller Zeiten (Jekyll and Hyde ... Together Again)
- 1982: Liebesgrüße aus dem Jenseits (Kiss Me Goodbye)
- 1983: Ein himmlisches Vergnügen / Geliebter Toni (Love, Sidney), Fernsehserie
- 1983: Die verwegenen Sieben (Uncommon Valor)
- 1984: Lotterie (Lottery!), Fernsehserie
- 1984: Die unendliche Geschichte
- 1984: Exit – Ausgang ins Nichts (Invitation to Hell), TV-Film
- 1984: Ein Engel auf Erden (To touch the moon), Fernsehserie
- 1984: Agentur Maxwell (Finder of Lost Loves), Fernsehserie
- 1984: Frankenweenie (Kurzfilm)
- 1985: D.A.R.Y.L. – der Außergewöhnliche
- 1985: Cocoon
- 1986: Unbekannte Dimensionen (The Twilight Zone), Fernsehserie
- 1986: Ein toller Hund (Spot Marks the X), TV-Film
- 1987: Der geheime Garten (The Secret Garden), TV-Film
- 1987: Shelley Duvall’s Tall Tales and Legends (Fernsehserie)
- 1988: Inspektor Hooperman (Hooperman), Fernsehserie
- 1988: Cocoon II – Die Rückkehr (Cocoon: The Return)
- 1989: Luxus, Sex und Lotterleben (Scenes from the Class Struggle in Beverly Hills)